# 中国科学院新疆分院
43°51′55″N 87°34′02″E / 43.86521°N 87.56715°E

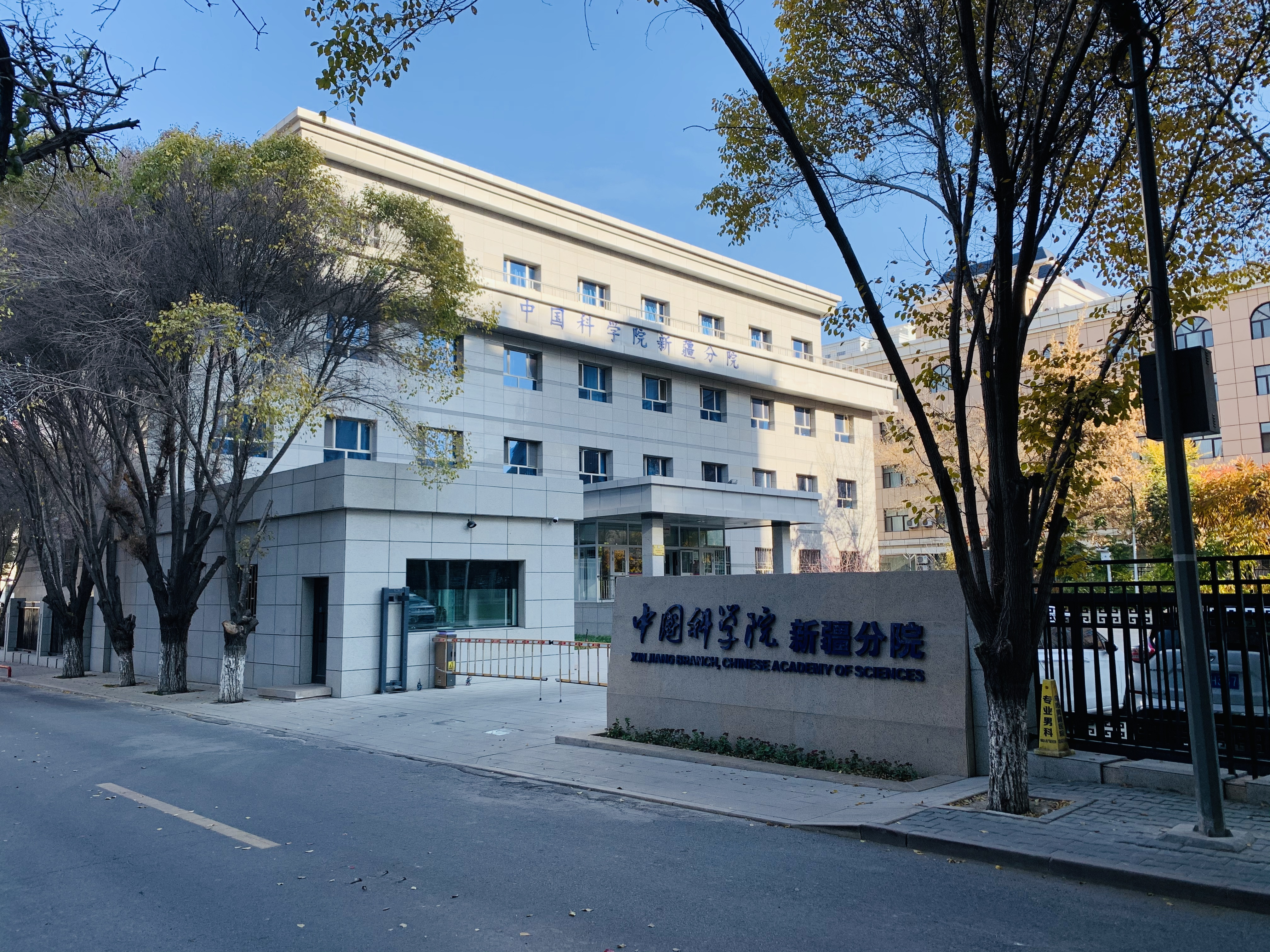
中国科学院新疆分院

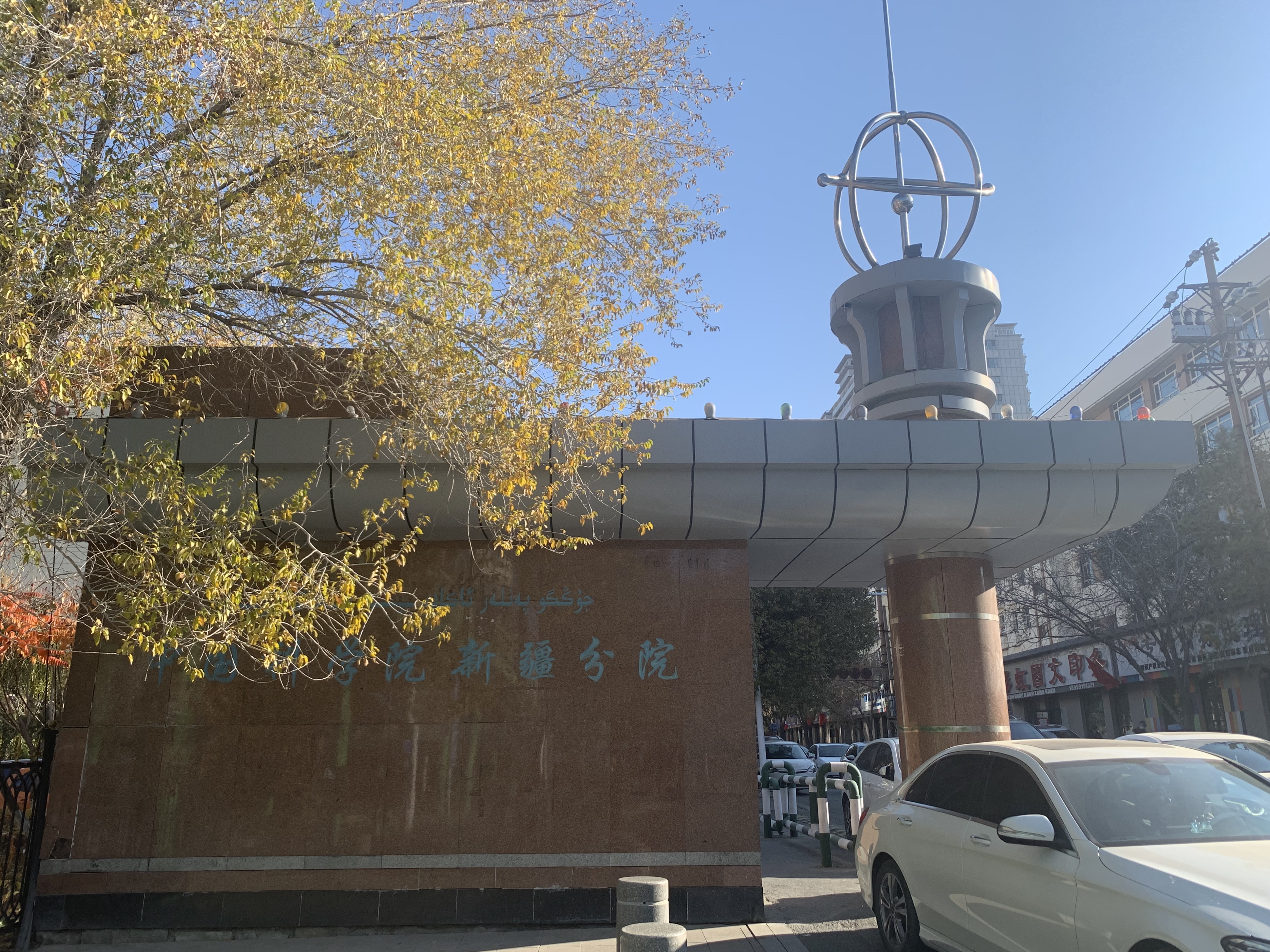
中国科学院新疆分院大门

中国科学院新疆分院是中国科学院的派出机构，负责联络和协调中国科学院在新疆维吾尔自治区的科研单位。该分院于1957年7月30日成立，1978年恢复建立。

## 地址
中华人民共和国新疆维吾尔自治区乌鲁木齐市新市区科学一街341号。

## 职能
- 承办中科院交办的有关事务[1]
- 协助中科院进行所在地区研究所领导班子建设[1]
- 在授权范围内代表中国科学院与地方开展合作[1]
- 为所在地区研究所提供服务[1]

## 系统构成
中科院新疆分院系统包括4个独立法人单位：中科院新疆分院机关、新疆生态与地理研究所、新疆理化技术研究所、新疆天文台。